# Bernart Alanhan de Narbona
Bernart Alanhan de Narbona (fl. XIII secolo) è stato un trovatore minore, probabilmente originario di Narbona.

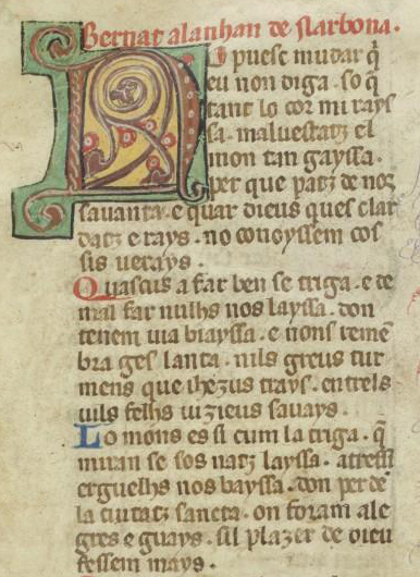
Bernart Alanhan de Narbona:
"No puesc mudar qu'ieu non diga"
BNF Français ms. 856 f. 383v (dettaglio)

Della sua opera poetica ci resta solo una canzone, No posc mudar qu'eu no diga, un sirventes in merito alla perdita di Gerusalemme per mano dei saraceni, sebbene Kurt Lewent non la classifichi come canzone di crociata nel rilevante lavoro sul genere (1905). 
Sono state proposte tre datazioni diverse basate sul riferimento interno a Gerusalemme. Nel 2003 Linda Paterson suggerisce un terminus post quem al 1187, in quanto la prima caduta di Gerusalemme per mano dei saraceni — durante il tempo dei trovatori — fu dovuta al Saladino. Nel 1885 Camille Chabaneau, seguito poi da Carl Appel nel 1892, per prima suggerisce che la poesia fosse stata scritta tra il 1245 e il 1250 in risposta alla perdita della città a causa dei turchi nel 1244. Un'allusione all'occupazione della città da parte degli egiziani, che la cedettero all'imperatore Federico II di Svevia nel 1239, viene citata a sostegno di questa tesi.